# Tarzo
Tarzo est une commune italienne de la province de Trévise en Vénétie.

## Géographie

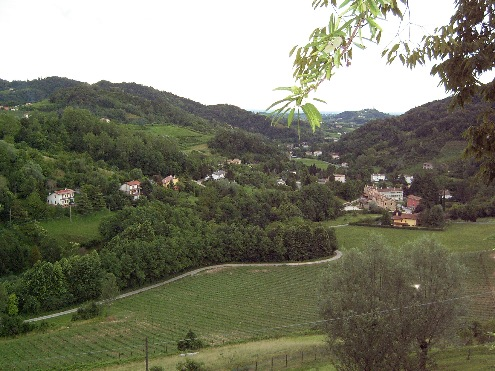
Collines autour de Tarzo.

## Population
Tarzo se compose de dix entités - Arfanta (69 hab.), Colmaggiore (233 ab.), Corbanese (1.203 hab.), Fratta (235 hab.), Nogarolo (98 hab.), Resera (123 ab.), Tarzo (1.586 hab.), Costa di Là (50 hab.), Reseretta (20 hab.) et Via Cesare Battisti (31 hab.) - et compte également 889 habitants dans des case sparse.

## Histoire
Les plus anciennes traces archéologiques, trouvées dans la région du Revine Lago, datent du IIe millénaire av. J.-C. (âge du bronze) la présence de l'Homme dans la région.
Une épée, trouvée en 1923 et conservée au Musée Civique de Conegliano, et les matériaux céramiques et lithiques mis au jour en 1987, provenant d'un habitat lacustre de Colmaggiore appartiennent à cette période. En 1996, d'autres découvertes préhistoriques, en silex, ont été trouvées dans la région de San Giuseppe en Corbanese.
Les populations indigènes, les Vénètes et les Celtes, recevront les Romains à partir du IIe siècle av. J.-C. ; les toponymes Tarzo, Corbanese, Arfanta datent de cette période.

### Royaume lombard
L'arrivée des Lombards en 568 fut d'une importance considérable pour la région.
Pendant les deux cents ans de leur domination, les Lombards se sont mêlés à la population locale, réorganisé le territoire, promulgué des lois, fondé des paroisses et de petites communautés.
Parmi ces Tarzo et Corbanese, emplacements de forts aujourd'hui disparus, Arfanta, Fratta et Colmaggiore qui depuis lors seront toujours cités ensemble, témoignant d'une unité séculaire du territoire communal.
Les Lombards avaient également constitué un duché de Ceneda dont le territoire correspondait à l'actuel diocèse de Vittorio Veneto et incluait donc Tarzo.

### République de Venise
Tarzo était alors un fief des évêques de Ceneda, auxquels appartenaient également huit villages environnants. Ceux-ci étaient alors chacun gouvernés par un gentilhomme cénédais portant le titre de vicomte.
À partir du XVe siècle et jusqu'à la fin du XVIIIe siècle, Tarzo relève de la république de Venise et se trouve placée sous l'autorité du recteur de Ceneda, prenant le titre de Podestà de Tarzo.
XVIIIe siècle
Cristoforo Tentori : « Si comprende ancora nel territorio di Ceneda il Contado di Tarzo o Tarso, il quale oltre la Rocca di detto nome contiene otto villaggi, governati da otto consiglieri » - Le Contado di Tarzo est encore compris dans le territoire de Ceneda ou Tarzo, qui outre la forteresse dudit nom contient huit villages, gouvernés par huit conseillers ".

### Période autrichienne
En 1840, Tarzo relève des territoires de l'empire d'Autriche.

## Économie
Agriculture, vignes.

## Fêtes, foires
- 2 février : Chandeleur.
- 24 août : saint Bartolomeo d'Arfanta.
- Première semaine de septembre : Fêtes de septembre à Corbanese.
- Dernier domanche de septembre : L'esprit des saveurs anciennes.
- Octobre : fête de la Castagna.

## Patrimoine
- Église della Purificazione della Beata Vergine Maria, XVIIIe siècle, style néoclassique.
- Église San Bartolomeo (Arfanta)
- Chapelle de San Pietro.
- Église San Martino (Fratta), avec des fresques datant XIIIe siècle.
- Villa Franceschet, Silan, Cancian. Bâtie, dit-on, au XVIIIe siècle avec des matériaux de construction récupérés sur les ruines d'un ancien château.
- Maison Mondini, Mazzucco. XVe siècle.
- Casa Rossi, Marconi, XVIIe siècle (Fratta).

## Musées
- Parco Archeologico Didattico Livelet
- Giardino Museo Bonsai della Serenità.

## Administration
| Période                                  | Période         | Identité           | Étiquette                | Qualité                    |
| ---------------------------------------- | --------------- | ------------------ | ------------------------ | -------------------------- |
| 23 avril 1995                            | 12 juin 2004    | Alberto Dalla Bona | Lista civica             | Sindico                    |
| 13 juin 2004                             | 3 novembre 2006 | Bruno Dal Mas      | Lega Nord                | Sindico                    |
| 11 décembre 2006                         | 27 maggio 2007  | Paola De Palma     | -                        | Commissaire extraordinaire |
| 28 mai 2007                              | 11 giugno 2017  | Gianangelo Bof     | Lega Nord                | Sindico                    |
| 11 juin 2017                             | 13 giugno 2022  | Vincenzo Sacchet   | Lega Nord                | Sindico                    |
| 13 juin 2022                             | mandat en cours | Gianangelo Bof     | Lega per Salvini Premier | Sindico                    |
| Les données manquantes sont à compléter. |                 |                    |                          |                            |

## Cimetières
La commune compte deux cimetières : l'un au nord de la localité de Tarzo, l'autre, au nord-ouest du lac de Lago.

## Communes limitrophes
Cison di Valmarino, Refrontolo, Revine Lago, San Pietro di Feletto, Vittorio Veneto.